# Hanover (Massachusetts)
Hanover è un comune degli Stati Uniti d'America facente parte della contea di Plymouth nello stato del Massachusetts.
- Wikimedia Commons contiene immagini o altri file su Hanover